# آلفرد ماردویان
آلفرد ماردویان (به انگلیسی: Alfred Mardoyan) رهبر گروه کُر ملی ایران بود که پس از انقلابذ ۱۹۷۹ به ایالات متحده آمریکا مهاجرت کرد.